# پکمزلی (توفان بی‌لی)
پکمزلی (به ترکی استانبولی: Pekmezli) یک منطقهٔ مسکونی در ترکیه است که در توفانبیلی واقع شده‌است.